# Linux Security Modules
In informatica Linux Security Modules o in italiano Moduli di Sicurezza Linux è un framework che permette al kernel Linux di fornire una varietà di diversi modelli di sicurezza evitando favoritismi verso una specifica implementazione. 
Il framework è licenziato secondo i termini della GNU General Public License (GPL) ed è parte del kernel Linux a partire dalla versione 2.6.
AppArmor, SELinux, Smack e TOMOYO Linux sono attualmente i moduli accettati nel kernel ufficiale.